# Nodobryoria subdivergens
Nodobryoria subdivergens är en lavart som först beskrevs av Å. E. Dahl, och fick sitt nu gällande namn av Common & Brodo. Nodobryoria subdivergens ingår i släktet Nodobryoria och familjen Parmeliaceae.   Inga underarter finns listade i Catalogue of Life.